# Neuronema pielinum
Neuronema pielinum är en insektsart som först beskrevs av Navás 1936.  Neuronema pielinum ingår i släktet Neuronema och familjen florsländor. Inga underarter finns listade i Catalogue of Life.